# 2. česká národní fotbalová liga 1983/1984
V soubojích 3. ročníku 2. české národní fotbalové ligy 1983/84 se utkalo 16 týmů po dvou skupinách dvoukolovým systémem podzim - jaro.

## Skupina A
Zdroj: 
| Poř. | Tým                                 | Z  | V  | R  | P  | VG | OG | B  |
| ---- | ----------------------------------- | -- | -- | -- | -- | -- | -- | -- |
| 1.   | TJ Spartak Armaturka Ústí nad Labem | 30 | 16 | 8  | 6  | 49 | 28 | 40 |
| 2.   | TJ Slovan Elitex Liberec            | 30 | 17 | 5  | 8  | 51 | 32 | 39 |
| 3.   | TJ UD Příbram                       | 30 | 14 | 8  | 8  | 62 | 46 | 36 |
| 4.   | VTJ Žatec                           | 30 | 14 | 6  | 10 | 48 | 28 | 34 |
| 5.   | TJ Baník Most                       | 30 | 15 | 4  | 11 | 43 | 38 | 34 |
| 6.   | TJ Poldi SONP Kladno                | 30 | 12 | 9  | 9  | 38 | 35 | 33 |
| 7.   | VTJ Tachov                          | 30 | 10 | 12 | 8  | 46 | 38 | 32 |
| 8.   | TJ Spolana Neratovice               | 30 | 11 | 7  | 12 | 44 | 44 | 29 |
| 9.   | TJ Sklostroj Turnov                 | 30 | 12 | 4  | 14 | 42 | 46 | 28 |
| 10.  | TJ Viktoria Žižkov                  | 30 | 9  | 10 | 11 | 38 | 44 | 28 |
| 11.  | TJ Sepap Štětí                      | 30 | 11 | 5  | 14 | 42 | 52 | 27 |
| 12.  | TJ Slavoj Český Krumlov             | 30 | 9  | 8  | 13 | 34 | 46 | 26 |
| 13.  | TJ KŽ Králův Dvůr                   | 30 | 11 | 4  | 15 | 41 | 53 | 26 |
| 14.  | TJ Tatra Smíchov                    | 30 | 8  | 8  | 14 | 32 | 47 | 24 |
| 15.  | TJ Spartak Roudnice nad Labem       | 30 | 7  | 10 | 13 | 44 | 62 | 24 |
| 16.  | TJ CHZ Litvínov                     | 30 | 5  | 10 | 15 | 28 | 43 | 20 |

Poznámky:
- Z = Odehrané zápasy; V = Vítězství; R = Remízy; P = Prohry; VG = Vstřelené góly; OG = Obdržené góly; B = Body

|  | Postup do Česká národní fotbalová liga 1984/85 |
|  | Sestup do Divize B 1984/85                     |

## Skupina B
Zdroj: 
| Poř. | Tým                                 | Z  | V  | R  | P  | VG | OG | B  |
| ---- | ----------------------------------- | -- | -- | -- | -- | -- | -- | -- |
| 1.   | TJ Spartak ZVÚ Hradec Králové       | 30 | 17 | 7  | 6  | 52 | 28 | 41 |
| 2.   | TJ Spartak Uherský Brod             | 30 | 18 | 4  | 8  | 61 | 31 | 40 |
| 3.   | TJ VCHZ Pardubice                   | 30 | 14 | 9  | 7  | 46 | 28 | 37 |
| 4.   | TJ ŽD Bohumín                       | 30 | 13 | 11 | 6  | 48 | 34 | 37 |
| 5.   | TJ Slovácká Slavia Uherské Hradiště | 30 | 15 | 6  | 9  | 50 | 37 | 36 |
| 6.   | TJ Jiskra Staré Město               | 30 | 13 | 7  | 10 | 46 | 39 | 33 |
| 7.   | VTJ Tábor „B“                       | 30 | 11 | 11 | 8  | 37 | 30 | 33 |
| 8.   | TJ Ostroj Opava                     | 30 | 13 | 6  | 11 | 51 | 31 | 32 |
| 9.   | TJ Baník Havířov                    | 30 | 12 | 6  | 12 | 46 | 39 | 30 |
| 10.  | TJ Spartak PS Přerov                | 30 | 11 | 6  | 13 | 51 | 54 | 28 |
| 11.  | TJ KS Brno                          | 30 | 11 | 6  | 13 | 30 | 36 | 28 |
| 12.  | TJ Kolín                            | 30 | 11 | 6  | 13 | 46 | 53 | 28 |
| 13.  | TJ ŽĎAS Žďár nad Sázavou            | 30 | 10 | 7  | 13 | 36 | 50 | 27 |
| 14.  | TJ Slezan Frýdek-Místek             | 30 | 6  | 9  | 15 | 42 | 63 | 21 |
| 15.  | TJ Spartak Pelhřimov                | 30 | 6  | 7  | 17 | 23 | 58 | 19 |
| 16.  | TJ Zbrojovka Vsetín                 | 30 | 4  | 2  | 24 | 29 | 53 | 10 |

Poznámky:
- Z = Odehrané zápasy; V = Vítězství; R = Remízy; P = Prohry; VG = Vstřelené góly; OG = Obdržené góly; B = Body

|  | Postup do Česká národní fotbalová liga 1984/85 |
|  | Sestup do Divize A 1984/85                     |
|  | Sestup do Divize D 1984/85                     |